# Sinagoga de Vercelli
La sinagoga de Vercelli se encuentra en la via Foa 56/58, en el área del antiguo gueto de la ciudad italiana de Vercelli. Es un ejemplo de una gran sinagoga de la emancipación judía del siglo XIX.

## Historia
En el mismo área donde hoy se encuentra la gran sinagoga, había un pequeño y modesto oratorio, inaugurado en 1740 dentro del nuevo gueto, establecido ese mismo año. Con la emancipación judía de 1848 surgió inmediatamente el problema de construir un nuevo lugar de culto más adecuado a la cantidad de fieles de la comunidad judía de Vercelli (más de 600 personas) y su prestigio en la ciudad. El proyecto se confió inicialmente en 1864 al arquitecto Marco Treves, natural de Vercelli, que ya había diseñado la gran Gran Sinagoga de Florencia. Sin embargo, el proyecto resultó ser demasiado caro. Finalmente se confió la construcción al arquitecto Giuseppe Locarni, que erigió el edificio entre el 6 de septiembre de 1874 (colocando la primera piedra) y el 18 de septiembre de 1878 (fecha de inauguración). Para dar paso al grandioso edificio fue necesario derribar una manzana entera del antiguo gueto, incluido el edificio que albergaba la antigua sinagoga, cuyo mobiliario fue trasladado provisoriamente a una sala de la guardería Levi. Para celebrar la inauguración, que se realizó con gran participación pública en presencia del rabino Giuseppe Raffael Levi y de las autoridades de la ciudad, la comunidad también hizo acuñar una medalla de bronce conmemorativa.
Después de la Segunda Guerra Mundial, también como consecuencia del declive demográfico de la comunidad judía de Vercelli, la sinagoga atravesó un período de grave deterioro (paredes descascaradas, estructuras inseguras, vidrios rotos, robos, etc.) Muchos de los objetos preciosos de las comunidades fueron llevados a la sinagoga de Turín. Durante mucho tiempo, el templo permaneció cerrado. La tendencia negativa se detuvo a partir de 2003, cuando se llevaron a cabo una serie de importantes restauraciones para devolver su antiguo esplendor a la sinagoga de Vercelli.

## Descripción

### Arquitectura

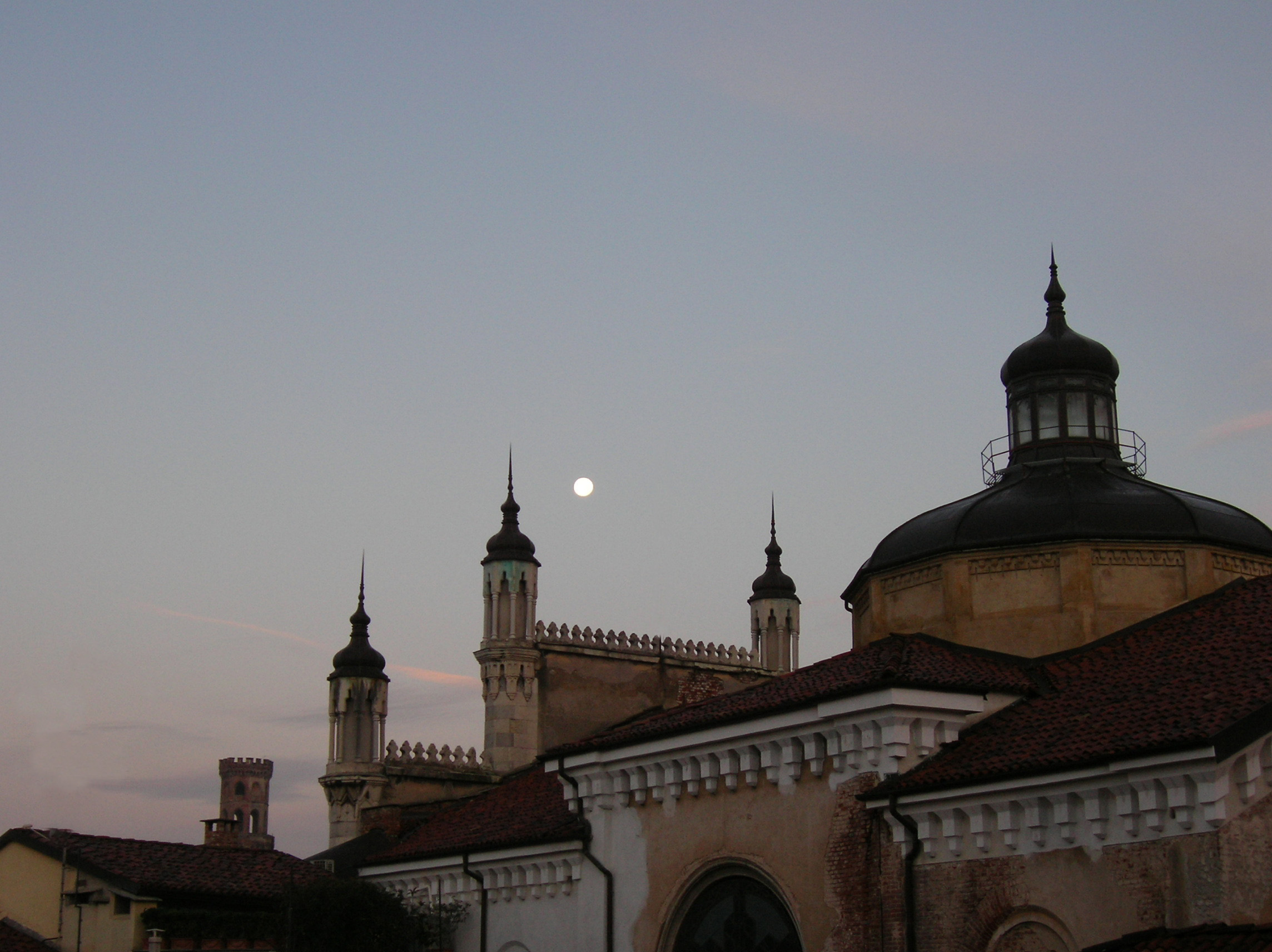
Sinagoga de Vercelli al amanecer

El edificio es de estilo morisco, según una tendencia inaugurada con la construcción del Leopoldstädter Tempel en 1858, que pronto inspiró proyectos similares en toda Europa ( Budapest, Praga, Cracovia, Florencia, etc.). La gran fachada se caracteriza por bandas bicolor de piedra arenisca, blanco y azul; está coronado por almenas y torreones con cúpula bulbosa, con dos torres laterales macizas también decoradas con cúpula bulbosa. La entrada tiene un pequeño pórtico abovedado con columnas, elevado sobre escalones, rematado por las Tablas de la Ley en piedra y un gran rosetón.
El interior tiene tres naves, decorado con motivos geométricos. El aron y la tevah se encuentran en el gran ábside, iluminado por cinco ventanas. Un púlpito de madera está apoyado contra las columnas de la izquierda. Desde la entrada a través de una escalera se llega a la espaciosa galería que da a los dos lados de la nave central. Varios artistas de Vercelli contribuyeron a la decoración del Templo: los hermanos Bona para las obras de albañilería, el pintor Carlo Costa y el escultor Ercole Villa; las ventanas policromadas son una creación de Michele Fornari .

### Órgano de tubos
En el coro de la contra-fachada, se encuentra el órgano de tubos, construido en 1878 por el organero de Novara Alessandro Mentasti y actualmente en estado de abandono.
Preservado dentro de una caja de madera neogótica dividida en siete campos, el instrumento tiene una transmisión totalmente mecánica, con una consola de ventana de dos teclados (Caja armónica, que es expresiva, la primera, Grand'Organo el segundo) de 61 notas cada una con una primera octava cromática extendida y un pedalero con un atril de 20 notas.

## Otros proyectos
- Wikimedia Commons contiene imágenes u otros archivos de la sinagoga di Vercelli